# Diego Oliveira Silva
Diego Oliveira Silva (sinh ngày 26 tháng 12 năm 1990), là một cầu thủ bóng đá chuyên nghiệp người Brazil hiện đang thi đấu ở vị trí tiền đạo cho câu lạc bộ V.League 1 Hải Phòng.

## Sự nghiệp câu lạc bộ
Diego Silva sinh ra ở Brazil. Từ nhỏ anh ấy đã thích chơi bóng ở địa phương của mình. Năm 2009, anh gia nhập học viện Guarulhos ở Brazil. Sau khi phát triển tài năng bóng đá ở cấp học viện. Anh đã chính thức thi đấu chuyên nghiệp và ký hợp đồng đầu tiên với câu lạc bộ AD Guarulhos vào năm 2011. Năm 2013, anh chuyển đến Parana và ký hợp đồng với câu lạc bộ GRECAL. Năm 2014 anh chuyển đến thi đấu cho Santacruzense.

### Antigua và Barbuda
Năm 2014, anh chuyển đến Antigua và Barbuda và ký hợp đồng với Five Islands, sau mùa giải ấn tượng anh đã nhận được sự quan tâm từ các câu lạc bộ tại Antigua và Barbuda khác.

### Đồng Tháp
Năm 2016, Diego đã nhận được lời đề nghị chơi bóng tại câu lạc bộ bóng đá Đồng Tháp của V.League 1. Nhưng anh chỉ thi đấu được một mùa giải tại câu lạc bộ này trước khi chuyển sang Thái Lan thi đấu.

### BTU United
Năm 2017, Diego chuyển đến thi đấu tại câu lạc bộ BTU United có trụ sở tại Bangkok. Tại Thai League 4 Western Region, Diego đã ghi được 13 bàn thắng trong mùa giải và giúp cho BTU giành quyền thăng hạng lên Thai League 3, qua đó giúp anh trở thành là vua phá lưới giải đấu này. Sau đó Diego tiếp tục nhận được lời đề nghị chơi bóng tại câu lạc bộ NakhonPathom United.

### NakhonPathom United
Vào năm 2018, Diego Silva đã ký hợp đồng với đội bóng Nakhonpathom United của Thai League 4 cũng vừa giành quyền thăng hạng 3 Thai League. Anh là cầu thủ ghi nhiều bàn thắng nhất cho Nakhonpathom với 29 bàn thắng. Năm 2019, Diego một lần nữa thể hiện phong độ chói sáng của mình và trở thành Vua phá lưới giải hạng 3 Thái Lan cũng như ghi được 13 bàn thắng đồng thời giúp câu lạc bộ NakhonPathom đã vô địch Thai League 3 và giành quyền thăng hạng lên Thai League 2.

### Hải Phòng
Sau màn trình diễn ấn tượng ở mùa giải 2019 với NakhonPathom, Diego đã được nhiều CLB ở các nước Đông Nam Á khác chú ý, trong đó có câu lạc bộ Hải Phòng tại V.League 1. Vào tháng 1 năm 2020, Diego đã quyết định đặt bút ký hợp đồng và chính thức đầu quân thi đấu cho câu lạc bộ này.

## Danh hiệu
BTU United
- Thai League 4: 2017

NakhonPathom United
- Thai League 4: 2018
- Thai League 3: 2019

Cá nhân
- Vua phá lưới Thai League 4: 2017
- Vua phá lưới Thai League 4: 2018
- Vua phá lưới Thai League 3: 2019
- MVP của Thai League 3: 2019